# قرار مجلس الأمن التابع للأمم المتحدة رقم 708
قرار مجلس الأمن التابع للأمم المتحدة رقم 708، الذي اتخذ بالإجماع في 28 أغسطس 1991، بعد وفاة رئيس محكمة العدل الدولية (تسليم أولوالي إلياس) في 14 أغسطس 1991، قرر المجلس إجراء انتخابات للمنصب الشاغر في محكمة العدل الدولية في 5 ديسمبر 1991 في مجلس الأمن وفي الدورة السادسة والأربعون من الجمعية العامة.
كان إلياس عضوا في المحكمة منذ عام 1976، وكان نائب رئيسها بين 1979 و 1981 ورئيسها من 1981 إلى 1985. وكان من المقرر أن تنتهي فترة ولايته في فبراير 1994.

## روابط خارجية
- نص القرار في undocs.org